# The Mickey Mouse Club
Pour l’article homonyme, voir Mickey Mouse Club.
Le Club Mickey (The Mickey Mouse Club) est un ensemble de trois émissions de télévision américaines. Diffusé entre le 3 octobre 1955 et le 10 août 2018 sur ABC et a été relancée dans les années 1970 puis les années 1990 sur Disney Channel. Ces émissions avaient comme principe commun d'inviter des enfants talentueux à chanter devant le public et ont permis de populariser de nombreux chanteurs, surnommés Mouseketeer.
Cette émission fait suite à la création du Mickey Mouse Club en 1930, un club destiné aux enfants dans lequel apparaissait le personnage Disney, Mickey Mouse.

## Le programme des années 1950
L'émission The Mickey Mouse Club est la seconde émission produite par Walt Disney après celle lancée en 1954 sous le nom de Disneyland, rebaptisée ensuite Le Monde merveilleux de Disney. Les deux séries avaient pour but d'aider à financer et à promouvoir le parc Disneyland,. Mais comme Walt Disney était trop occupé par les différents projets qu'il menait, il confia la conception et le développement de cette émission à Bill Walsh aidé au début par Hal Adelquist. Le résultat fut une émission de variétés à destination des enfants comprenant des séquences régulières comme un journal, un dessin animé, un épisode d'une série, des saynètes et des chansons. Une innovation de l'émission a été la systématisation d'une chanson de présentation des participants (souvent une partie) nommé Mouseketeer Roll Call. L'émission a été testée dans la zone de Philadelphie avant sa diffusion sur le réseau d'ABC. Afin de financer la production, le studio Disney a eu recours à la publicité au travers de 20 contrats annuels avec des entreprises de 500 000 USD chacun dont Mattel, seul fabricant de jouets, des céréaliers, des marques de dentifrices et de bonbons. Stephen Kline précise que le premier jouet ayant été l'objet de publicité télévisuelle est M. Patate en 1952, année de son invention, mais qu'au milieu des années 1950 la plupart des fabricants n'utilisait pas ce média.
La première de cette émission a eu lieu le lundi 3 octobre 1955 sur ABC, comme un programme de semaine, du lundi au vendredi, avec 24 enfants,. 15 enfants supplémentaires ont été "ajoutés" lors de la seconde saison portant le total à 39. La musique du générique, baptisée The Mickey Mouse March a été écrite et composée par Jimmie Dodd. Elle était reprise en ralentissant le dernier couplet à la fin de l'émission. Dodd écrivit aussi de nombreuses chansons pour l'émission et les séries.
L'émission avait aussi un but éducatif et social, les jeunes spectateurs découvraient au travers de situations de tous les jours des moyens de développer leur sens commun et le respect des plus âgés. Mattel dépense près d'un demi-million d'USD en publicité dans l'émission en 1955.
En 1955, un contrat est signé entre Disney, Golden Records et ABC pour les musiques issues de l'émission The Mickey Mouse Club, le premier fournissant les chanteurs, le second les masters et ABC assurant la distribution via son nouveau label, ABC Records. Mais Golden s'est rapidement retiré et au bout d'un an, le studio Disney a assuré lui-même la production des masters puis la distribution au travers d'un label interne Disneyland Records.
Au total l'émission comprend 260 épisodes d'une heure et 130 d'une demi-heure, diffusés sur ABC jusqu'au 25 septembre 1959 puis en syndication de 1962 à 1965, et à nouveau à partir de 1975. C'est en raison de la popularité de cette rediffusion de 1975 qu'une nouvelle  version de l'émission a été entamée dans les années 1970.

### Membres
L'émission The Mickey Mouse Club était présentée par Jimmie Dodd, un compositeur devenu le "chef Mouseketeer" à la fois sur et en dehors de l'écran. Il donnait aussi durant des séquences éducatives des encouragements et des conseils aux jeunes spectateurs afin de faire  les bons choix moraux. Ces petites « homélies » ont été surnommées des « Doddismes ». 

Roy Williams, un artiste Disney se joignait aussi à l'émission, en tant que "Grand Mooseketeer", un coprésentateur. C'est Roy qui suggéra l'utilisation des oreilles de Mickey ("Mouseke-ears") portées par l'équipe baptisée Mouseketeers. Les chorégraphies de la première année sont conçues par Burch Mann.
D'autres adultes, considérés comme n'étant pas des Mouseketeer apparaissaient dans les séquences :
- Tim Considine
- Tommy Kirk
- Roberta Shore aussi appelée Jymme Shore
- Steve Stevens, (un acteur homonymie du chanteur)
- David Stollery
- Judy Nugent
- Kevin Corcoran surnommé "Moochie"
- J. Pat O'Malley
- Sammy Ogg
- Alvy Moore
- Julius Sumner Miller surnommé  "Professor Wonderful"

Le reste de l'équipe est essentiellement composé d'enfants et de préadolescents. Les jeunes réalisaient des prestations musicales et dansantes ainsi que des saynètes et les séquences éducatives. Parmi cette équipe, un groupe de jeunes devint plus populaire que les autres, en raison de leurs physiques ou de leurs aptitudes. Ces Mouseketeers furent baptisés la "Red Team" et comprenaient :
- Annette Funicello
- Tommy Cole
- Darlene Gillespie
- Cheryl Holdridge (arrivée en 1956)
- Bobby Burgess
- Doreen Tracey
- Cubby O'Brien
- Karen Pendleton
- Lonnie Burr
- Sharon Baird

Les autres Mouseketeers de cette époque sont : 
Nancy Abbate, Don Agrati, Sherry Alberoni, Billie Jean Beanblossom, Johnny Crawford, Dennis Day (Mouseketeer) (en), Eileen Diamond, Dickie Dodd, Mary Espinosa, Bonnie Lynn Fields, Judy Harriet, Linda Hughes, Dallas Johann, John Lee Johann, Bonni Lou Kern, Charlie Laney, Larry Larsen, Paul Petersen, Lynn Ready, Mickey Rooney Jr., Tim Rooney, Mary Lynn Sartori, Bronson Scott, Michael Smith, Jay-Jay Solari, Margene Storey, Ronnie Steiner, Mark Sutherland et Don Underhill.
Dennis Day fut Mouseketeer durant deux saisons, les autres ne l'étant que pour des périodes plus courtes. Larry Larsen, présent durant la saison 1956-57, fut le plus vieux Mouseketeer, né en 1939 et donc âgé de 18 ans.
Parmi les nombreux jeunes auditionnés pour l'émission, certaines futures célébrités ne furent pas prises dont Paul Williams (futur auteur-compositeur) et Candice Bergen (future actrice).
La plupart de ces Mouseketeers ont été réunis lors d'une émission spéciale du Monde Merveilleux de Disney en novembre 1980.

### La programmation
L'émission était diffusée tous les jours de la semaine mais sur une durée variant selon les saisons :
- une heure de 17h à 18h durant les deux saisons 1955-1956 et 1956-1957
- une demi-heure de 17h à 17h30 durant la saison 1957-1958
- une demi-heure de 17h à 17h30 durant la saison 1958-1959 mais étaient des rediffusions, coupées à 30 minutes des émissions des deux premières saisons. Les séquences avec les enfants étaient présentées seulement les lundi, mercredi et vendredi tandis que les séries étaient rediffusées le mardi et le jeudi.

Chacune des émissions avait un thème quotidien, repris hebdomadairement, et qui définissait les différents séquences de l'émission :
- Lundi : Loisirs en musique
- Mardi : L'invité
- Mercredi : Tout peut arriver
- Jeudi :  Le cirque
- Vendredi : Revue de talent

Elle comprenait plusieurs séries télévisées dont :
- The Adventures of Spin and Marty avec Tim Considine et David Stollery
- Hardy Boys avec Tim Considine et Tommy Kirk
- Corky and White Shadow avec Darlene Gillespie
- Walt Disney Presents: Annette avec Annette Funicello
- Adventures in Dairyland avec Annette  Funicello, Sammy Ogg et Kevin Corcoran "Moochie"

### Fin du programme
La fin de la programmation en 1959 est attribuée à plusieurs facteurs dont :
- Les studios Disney ne faisaient pas de profit sur les produits dérivés
- L'émission n'attirait pas de sponsors, les programmes éducatifs étant boudés
- Beaucoup trop de publicité aurait été nécessaire pour financer l'émission

Walt Disney entama un procès contre ABC et gagna des dommages et intérêts. Toutefois il dut constater que les deux émissions The Mickey Mouse Club et Zorro n'auraient pu être diffusées sur aucun autre réseau télévisé. Seule l'émission Le Monde merveilleux en couleur de Disney resta à l'antenne jusqu'en 1972, quand débuta The Mouse Factory.

### Syndication
Malgré la fin de la production de nouvelles émissions, le public demandait sa diffusion. Elle fut alors proposée en syndication de 1962 à 1965 avec quelques nouveautés dans les séries telles que Fun with Science et Marvelous Marvin durant la saison 1964-1965.
Ces émissions d'origine ont été à nouveau rediffusées sous la pression de la demande des babyboomers à partir du 20 janvier 1975 jusqu'au 14 janvier 1977. Depuis elles ont aussi été rediffusées plusieurs fois sur les chaînes câblées américaines et sur Family Channel au Canada, mais aussi quotidiennement en 1983 sur Disney Channel, qui venait d'être lancée outre-atlantique, plusieurs fois avant le lancement sur cette chaîne d'une nouvelle mouture fin 1989. La chaîne a ensuite continuer les rediffusions. La dernière en date est dans le bloc de programme Vault Disney entre 1995 et septembre 2002.

## Le programme des années 1970
Dans les années 1970, Walt Disney Productions décida de faire revivre le concept du Mickey Mouse Club mais en apportant une modernisation cosmétique de l'émission. Intitulée The New Mickey Mouse Club, les principales évolutions sont un ré-enregistrement du générique en version disco et la présence de Mouseketeers de couleurs, afin d'intégrer la diversité ethnique. Toutefois le nouveau décor était beaucoup plus simple manquant des éléments artistiques de la première version. La programmation était assez proche avec une série, un court métrage en noir et blanc et un autre en couleur.

### Les membres
Parmi les nouveaux membres, certains sont devenus des vedettes. On peut noter :
- Lisa Whelchel, plus tard vedette de la série Drôle de vie (The Facts of Life) avant de devenir un auteur chrétien.
- Julie Piekarski est apparue dans la première saison de Drôle de vie au côté de Whelchel.
- Kelly Parsons est devenue une reine de beauté et a concouru pour Miss USA
- Shawnte Northcutte est apparue une fois dans Drôle de vie.
- Billy 'Pop' Attmore est une actrice de cinéma, apparue aussi dans la cinquième saison de la série The Brady Bunch ("Kelly's Kids") et dans un rôle de truand débrouillard dans la courte série Eischied.
- Nita Dee (Benita DiGiampaolo) — née à Long Beach, Californie en 1966. Elle apparaît tut à la fin d'un épisode de L'Île fantastique

Les autres membres étaient :
- Scott Craig — né à Van Nuys, Californie en 1964; vécu ensuite à Las Vegas, décédé le 30 décembre 2003.
- Mindy Feldman — née à Burbank, Californie, 1968, et sœur de Corey Feldman
- Angel Florez — née à Stockton, Californie en 1963; décédée le 25 avril 1995.
- Allison Fonte — née à Anaheim, Californie en 1964
- Todd Turquand — née à Hollywood, Californie en 1964
- Curtis Wong — né à Vancouver, Colombie-Britannique en 1962

À la différence de la version des années 1950, beaucoup ne sont pas restés liés avec Disney, une fois le succès venu.

### La programmation
Les thèmes quotidiens étaient :
- Lundi - Qui, Que, Quoi, Quand, Où et Comment.
- Mardi - Allons-y!
- Mercredi - Surprise
- Jeudi - Découverte
- Vendredi - Spectacle (à Disneyland, donné au Plaza Gardens)

Les paroles de la Mickey Mouse Club March ont été allongées de deux phrases supplémentaires :
- He's our favorite Mouseketeer, we know you will agree
- Take some fun and mix in love, our happy recipe.

Les séries ont été souvent remplacées par des films coupés en deux. Une nouvelle série a quand même été produite, The Mystery of Rustler's Cave avec Kim Richards et Robbie Rist 
Parmi les films on peut citer : Le Troisième Homme sur la montagne, Les Mésaventures de Merlin Jones et sa suite Un neveu studieux, Emil and the Detectives (renommé  The Three Skrinks), Tonka (renommé  A Horse Called Comanche), The Horse Without a Head (sur un cheval en bois) et Le Clown et l'Enfant (Toby Tyler, avec Kevin Corcoran).

### La distribution
L'émission a débuté aux États-Unis, le 14 janvier 1977 sur seulement 38 stations de télévision et à l'arrêt de la production en juin 1977, environ 70 stations au total l'avaient diffusée. D'autres stations ont ensuite programmé l'émission après son annulation jusqu'au 1er décembre 1978. Durant cette période, 130 épisodes ont été réalisés avec des séquences reformatées de la nouvelle émission et d'autres de la version des années 1950, principalement à partir du 16 janvier 1978, date d'une nouvelle version écourtée du thème musical.
Cette émission produite par les studios Disney, n'était pas distribuée par Disney. Elle était coproduite avec SFM Entertainment qui assurait, dans les années 1970, la syndication de la version des années 1950. Depuis les droits de syndication de cette version sont détenus par CBS Television Distribution.

## Le programme des années 1980-1990
Le All New Mickey Mouse Club était un programme télévisée aux États-Unis, il a débuté en 1989 sur The Disney Channel. Cette nouvelle émission, basée sur le concept de la version des années 1950, a permis de découvrir Britney Spears, Justin Timberlake, Christina Aguilera, Christina Milian et Ryan Gosling, entre autres. Elle possède toutefois un format différent de l'originale inspiré des talk show, ces émissions populaires parmi lesquelles on compte You Can't Do That on Television ou Saturday Night Live.
Cette version est légèrement plus longue que ces prédécesseurs et avait une mixité ethnique encore plus prononcée que la version des années 1980. Elle était enregistrée devant un public dans le parc Disney-MGM Studios à Orlando. L'émission était un mélange de chansons, de séquences enregistrées et représentations en direct. Les Mouseketeers présentaient leurs propres versions de chansons populaires en direct ou en vidéo clip. L'une des séries comprenait les Mouseketeers et s'appelait Emerald Cove. Elle durait 10 minutes et était diffusée une fois par semaine.

### La programmation
L'émission était diffusée pour les saisons 1 à 5 du lundi au vendredi à 17 h 30 (16h30 en CST) et pour la saison 6 à la même heure du lundi au jeudi seulement. La septième saison n'était diffusée que le jeudi à 19h30.
L'émission a débuté le lundi 24 avril 1989 et s'est achevée à l'automne 1994. Elle fut rediffusée jusqu'au 31 mai 1996. Les différentes saisons ne comportent pas toutes le même nombre d'épisodes. Ainsi les saisons 4 et 6 sont plus courtes avec 35 épisodes chacune et les saisons 3, 5 et 7 sont les plus longues.
Les cinq thèmes de base ont évolué durant les saisons et étant programmés à des jours différents :
- La musique : Lundi (saisons 1 à 5), Mardi (saison 6)
- L'invité  - Mardi (saisons 1-5), Lundi (saison 6)
- Tout peut arriver ! - Mercredi (saisons 1-5), c'est ce thème qui a disparu avec la saison 6
- C'est la fête - Jeudi (saisons 1-4, 6), Vendredi (saison 5)
- Les records : Vendredi (saisons 1-4), Jeudi (saison 5), Mercredi (saison 6)

### Les membres
Ordre alphabétique:
| - Josh Ackerman - Christina Aguilera (Saisons 5-7) - Lindsey Alley - Rhona Bennett (Saisons 4-6, Adulte (Saison 7)) - Nita Booth (Saisons 4-7) - Mylin Brooks (Saisons 3-5) - Brandy Brown (Saisons 1-3) - Blain Carson (Saisons 4-5) - JC Chasez (Saisons 4-6, Adulte (Saison 7)) - Braden Danner (Saison 1) - Tasha Danner (Saisons 4-5) - Ashlee "Nikki Deloach" DeLoach (Saisons 6-7) - Thomas "T.J." Fantini (Saisons 6-7) - Albert Fields (Saisons 1-4) - Dale Godboldo (Saisons 4-6, Adulte (Saison 7)) - Ryan Gosling (Saisons 6-7) - Tiffini Hale (Saisons 1-4, Adulte (Saison 7)) - Chase Hampton (Saisons 1-4, Adulte (Saison 7)) - Raquel "Roqué" Herring (Saisons 1-2) - Ryan Paul James (Saison 7) (Adulte) | - David Kater (Saison 1) - Tony Lucca (Saisons 4-6, Adulte (Saison 7)) - Ricky Luna (Saisons 3-7) - Tate Lynche (Saisons 6-7) - Deedee Magno (Saisons 1-4) - Jennifer McGill - Terra McNair (Saisons 4-5) - Ilana Miller (Saisons 3-7) - Jason Minor (Saisons 3-5) - Terri Misner (Saisons 4-6) (Adulte) - Matt Morris (Saisons 4-7) - Fred Newman (Saisons 1-6) (Adulte) - Kevin Osgood (Saisons 2-4, Adulte (Saison 5)) - Damon Pampolina (Saisons 1-4) - Mowava Pryor (Saisons 1-3) (Adulte) - Keri Russell (Saisons 4-6) - Britney Spears (Saisons 5-7) - Justin Timberlake (Saisons 6-7) - Marc Worden (Saisons 3-6, Adulte (Saison 7)) |

## Héritage
Les émissions ont donné lieu à de nombreuses créations :
- La Mousegetar était une guitare à quatre cordes, guitare ténor, utilisée par Jimmy Dood durant les émissions des années 1950[11]. La société Mattel a produit et vendu dans les années 1950 des reproductions pour enfants de cet instrument tandis que l'original a été offert par la veuve de Jimmy aux Walt Disney Archives dans les années 1980[11].
- Le Mousekartoon était le segment final avant le générique de chaque émission des années 1950 durant lequel les mouseketers ouvraient une mine aux trésors et présentaient le dessin animé[11].

### Référence dans la culture populaire
La scène de fin du film Full Metal Jacket montre un groupe de soldats marchant chanter en chœur le générique du Mickey Mouse Club avec des bâtiments en feu en arrière plan.

## Adaptations françaises
- Salut les Mickey est la première adaptation française du "Mickey Mouse Club", débutée le 11 octobre 1983 sur TF1 et produite par Christophe Izard (créateur de Casimir), en association avec Walt Disney Company. L'émission diffusée le vendredi soir en première partie de soirée mélangeait divertissement, variétés et dessins-animés du catalogue de Walt Disney Pictures, classiques ou extraits de longs métrages. Un groupe nommé "Les Mickey" permettaient de chanter et divers artistes étaient invités comme Diane Tell, Michel Berger ou Jane Birkin. Cette émission a vu les débuts de deux comédiens qui participeront dix ans plus tard à la série Les Filles d'à côté produite par AB Productions : Thierry Redler et Patricia Elig.
- « Le Disney Club » est la seconde adaptation du programme. Diffusé à partir de janvier 1990 sur TF1, l'émission est présentée par un jeune trio d'animateurs, alternant rubriques pratiques, et dessins-animés. Une déclinaison apparaîtra en 1992 sous le titre Le Disney Club Mercredi.